# Wim Jansen
(Yoeri van den Busken)
Wilhelmus Marinus Anthonius Jansen – detto Wim – (Rotterdam, 28 ottobre 1946 – Hendrik-Ido-Ambacht, 25 gennaio 2022) è stato un calciatore e allenatore di calcio olandese.

## Carriera

### Giocatore

#### Club
Jansen trascorse la maggior parte della sua carriera nel club della sua città natale, il Feyenoord dove rimase per 15 anni. Dal 1965 al 1980 giocò titolare nel club di Rotterdam, vincendo quattro campionati, una Coppa d'Olanda, una Coppa Uefa, la Coppa Campioni 1969-1970 e l'Intercontinentale del 1970.

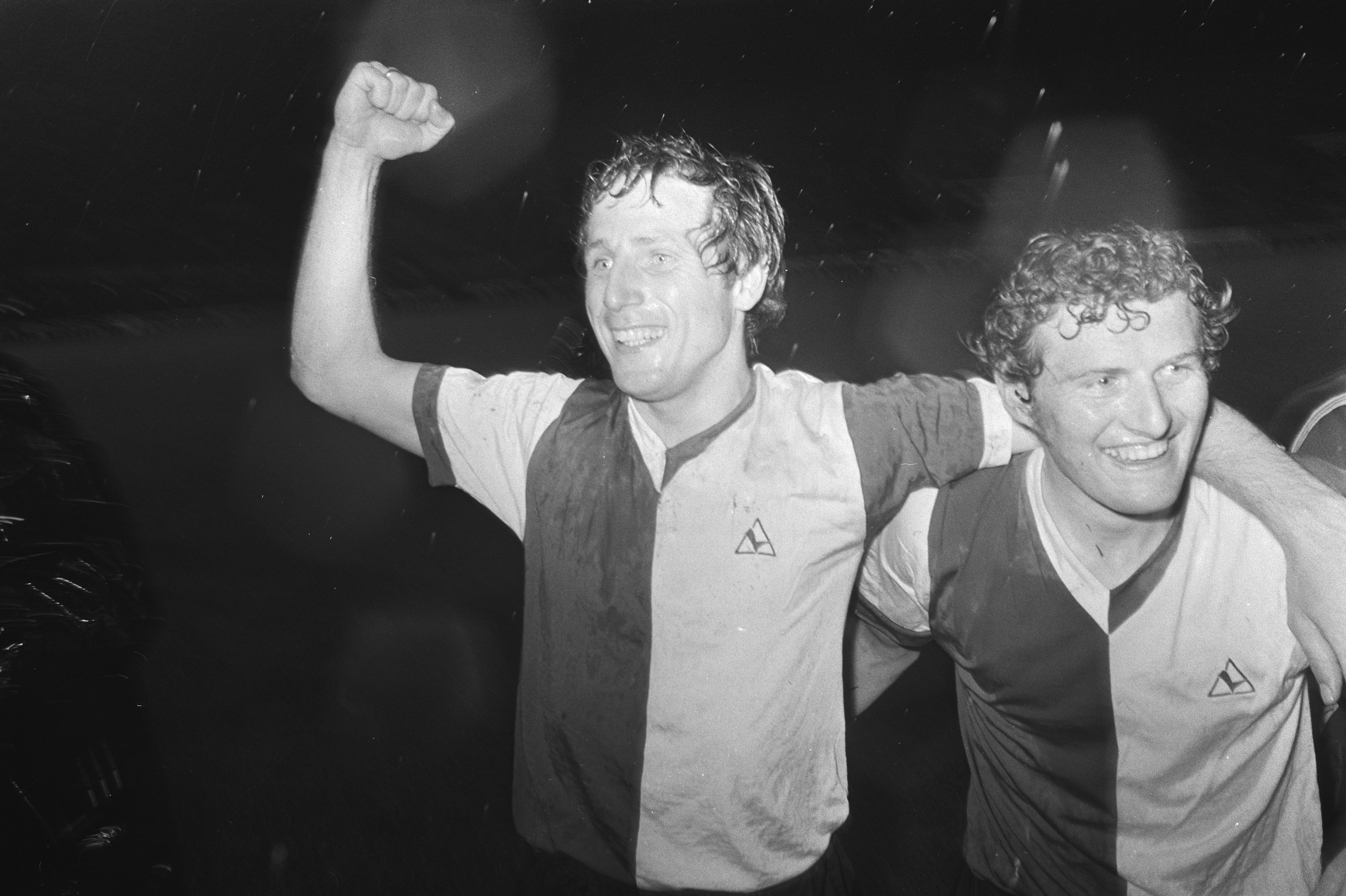
Jansen (a destra) al Feyenoord nel 1971, assieme a Dick Schneider.

Nel 1980 Jansen si trasferì a giocare negli USA, con i Washington Diplomats. Dopo sole 27 partite però tornò nei Paesi Bassi per giocare due stagioni nell'Ajax. Nel 1982 tornò nuovamente a Washington per una stagione, prima di ritirarsi nel 1983.

#### Nazionale
Fu anche titolare nella nazionale dei Paesi Bassi per oltre un decennio, durante il quale collezionò 65 presenze e 1 gol; ha fatto parte della squadra che raggiunse due finali consecutive al campionato del mondo 1974 e a quello del 1978.

### Allenatore
Dopo il ritiro Jansen iniziò l'attività di allenatore come assistente nel suo vecchio club del Feyenoord, fra il 1983 e il 1987. Dopo una stagione come allenatore nel club Belga del Lokeren, fu nominato direttore tecnico del club olandese di seconda divisione del SVV, con cui ottenne subito la promozione.
Nel 1991 tornò al Feyenoord come allenatore, ma lasciò il club nel 1993 dopo aver litigato con la dirigenza, e assunse il ruolo di secondo allenatore della Nazionale di calcio dell'Arabia Saudita alle spalle di Leo Beenhakker. Fra il 1994 e il 1997 fu anche allenatore del club Giapponese del Sanfrecce Hiroshima.
Il 3 luglio 1997 Jansen fu nominato allenatore del Celtic, al posto di Tommy Burns. Sotto la sua guida la squadra vinse nuovamente il campionato scozzese, dopo 10 anni di dominio ininterrotto dei Rangers. Nonostante la vittoria del campionato e della League Cup diede le sue dimissioni da allenatore al termine della stagione per incopatibilità caratteriale con il General Manager Jock Brown.
Nel 2000 tornò ad allenare nella J League sulla panchina degli Urawa Red Diamonds, dove rimase sino al 2003. Affetto da sindrome di Alzheimer, è morto il 25 gennaio 2022 all'età di 75 anni.

## Statistiche

### Cronologia presenze e reti in nazionale
| Cronologia completa delle presenze e delle reti in nazionale ― Paesi Bassi | Cronologia completa delle presenze e delle reti in nazionale ― Paesi Bassi | Cronologia completa delle presenze e delle reti in nazionale ― Paesi Bassi | Cronologia completa delle presenze e delle reti in nazionale ― Paesi Bassi | Cronologia completa delle presenze e delle reti in nazionale ― Paesi Bassi | Cronologia completa delle presenze e delle reti in nazionale ― Paesi Bassi | Cronologia completa delle presenze e delle reti in nazionale ― Paesi Bassi | Cronologia completa delle presenze e delle reti in nazionale ― Paesi Bassi |
| Data                                                                       | Città                                                                      | In casa                                                                    | Risultato                                                                  | Ospiti                                                                     | Competizione                                                               | Reti                                                                       | Note                                                                       |
| -------------------------------------------------------------------------- | -------------------------------------------------------------------------- | -------------------------------------------------------------------------- | -------------------------------------------------------------------------- | -------------------------------------------------------------------------- | -------------------------------------------------------------------------- | -------------------------------------------------------------------------- | -------------------------------------------------------------------------- |
| 4-10-1967                                                                  | Copenaghen                                                                 | Danimarca                                                                  | 3 – 2                                                                      | Paesi Bassi                                                                | Qual. Euro 1968                                                            | -                                                                          |                                                                            |
| 1-11-1967                                                                  | Rotterdam                                                                  | Paesi Bassi                                                                | 1 – 2                                                                      | Jugoslavia                                                                 | Amichevole                                                                 | -                                                                          |                                                                            |
| 29-11-1967                                                                 | Rotterdam                                                                  | Paesi Bassi                                                                | 3 – 1                                                                      | Unione Sovietica                                                           | Amichevole                                                                 | -                                                                          |                                                                            |
| 7-4-1968                                                                   | Amsterdam                                                                  | Paesi Bassi                                                                | 1 – 2                                                                      | Belgio                                                                     | Amichevole                                                                 | -                                                                          | 60’                                                                        |
| 1-5-1968                                                                   | Varsavia                                                                   | Polonia                                                                    | 0 – 0                                                                      | Paesi Bassi                                                                | Amichevole                                                                 | -                                                                          |                                                                            |
| 30-5-1968                                                                  | Amsterdam                                                                  | Paesi Bassi                                                                | 0 – 0                                                                      | Scozia                                                                     | Amichevole                                                                 | -                                                                          |                                                                            |
| 5-6-1968                                                                   | Bucarest                                                                   | Romania                                                                    | 0 – 0                                                                      | Paesi Bassi                                                                | Amichevole                                                                 | -                                                                          |                                                                            |
| 4-9-1968                                                                   | Rotterdam                                                                  | Lussemburgo                                                                | 0 – 2                                                                      | Paesi Bassi                                                                | Qual. Mondiali 1970                                                        | 1                                                                          |                                                                            |
| 26-3-1969                                                                  | Rotterdam                                                                  | Paesi Bassi                                                                | 4 – 0                                                                      | Lussemburgo                                                                | Qual. Mondiali 1970                                                        | -                                                                          |                                                                            |
| 7-5-1969                                                                   | Rotterdam                                                                  | Paesi Bassi                                                                | 1 – 0                                                                      | Polonia                                                                    | Qual. Mondiali 1970                                                        | -                                                                          | 46’                                                                        |
| 22-10-1969                                                                 | Rotterdam                                                                  | Paesi Bassi                                                                | 1 – 1                                                                      | Bulgaria                                                                   | Qual. Mondiali 1970                                                        | -                                                                          | 73’                                                                        |
| 14-1-1970                                                                  | Londra                                                                     | Inghilterra                                                                | 0 – 0                                                                      | Paesi Bassi                                                                | Amichevole                                                                 | -                                                                          |                                                                            |
| 28-1-1970                                                                  | Tel Aviv                                                                   | Israele                                                                    | 0 – 1                                                                      | Paesi Bassi                                                                | Amichevole                                                                 | -                                                                          |                                                                            |
| 11-10-1970                                                                 | Eindhoven                                                                  | Paesi Bassi                                                                | 1 – 1                                                                      | Jugoslavia                                                                 | Qual. Euro 1972                                                            | -                                                                          |                                                                            |
| 11-11-1970                                                                 | Dresda                                                                     | Germania Est                                                               | 1 – 0                                                                      | Paesi Bassi                                                                | Qual. Euro 1972                                                            | -                                                                          |                                                                            |
| 2-12-1970                                                                  | Amsterdam                                                                  | Paesi Bassi                                                                | 2 – 0                                                                      | Romania                                                                    | Amichevole                                                                 | -                                                                          |                                                                            |
| 24-2-1971                                                                  | Rotterdam                                                                  | Paesi Bassi                                                                | 6 – 0                                                                      | Lussemburgo                                                                | Qual. Euro 1972                                                            | -                                                                          |                                                                            |
| 4-4-1971                                                                   | Spalato                                                                    | Jugoslavia                                                                 | 2 – 0                                                                      | Paesi Bassi                                                                | Qual. Euro 1972                                                            | -                                                                          |                                                                            |
| 10-10-1971                                                                 | Rotterdam                                                                  | Paesi Bassi                                                                | 3 – 2                                                                      | Germania Est                                                               | Qual. Euro 1972                                                            | -                                                                          |                                                                            |
| 17-11-1971                                                                 | Eindhoven                                                                  | Lussemburgo                                                                | 0 – 8                                                                      | Paesi Bassi                                                                | Qual. Euro 1972                                                            | -                                                                          |                                                                            |
| 1-12-1971                                                                  | Amsterdam                                                                  | Paesi Bassi                                                                | 2 – 1                                                                      | Scozia                                                                     | Amichevole                                                                 | -                                                                          | 46’                                                                        |
| 3-5-1972                                                                   | Rotterdam                                                                  | Paesi Bassi                                                                | 3 – 0                                                                      | Perù                                                                       | Amichevole                                                                 | -                                                                          |                                                                            |
| 12-9-1973                                                                  | Oslo                                                                       | Norvegia                                                                   | 1 – 2                                                                      | Paesi Bassi                                                                | Qual. Mondiali 1974                                                        | -                                                                          |                                                                            |
| 27-3-1974                                                                  | Rotterdam                                                                  | Paesi Bassi                                                                | 1 – 1                                                                      | Austria                                                                    | Amichevole                                                                 | -                                                                          | 46’                                                                        |
| 5-6-1974                                                                   | Rotterdam                                                                  | Paesi Bassi                                                                | 0 – 0                                                                      | Romania                                                                    | Amichevole                                                                 | -                                                                          | 46’                                                                        |
| 15-6-1974                                                                  | Hannover                                                                   | Paesi Bassi                                                                | 2 – 0                                                                      | Uruguay                                                                    | Mondiali 1974 - 1º turno                                                   | -                                                                          |                                                                            |
| 19-6-1974                                                                  | Dortmund                                                                   | Paesi Bassi                                                                | 0 – 0                                                                      | Svezia                                                                     | Mondiali 1974 - 1º turno                                                   | -                                                                          |                                                                            |
| 23-6-1974                                                                  | Dortmund                                                                   | Bulgaria                                                                   | 1 – 4                                                                      | Paesi Bassi                                                                | Mondiali 1974 - 1º turno                                                   | -                                                                          | 5’                                                                         |
| 26-6-1974                                                                  | Gelsenkirchen                                                              | Argentina                                                                  | 0 – 4                                                                      | Paesi Bassi                                                                | Mondiali 1974 - 2º turno                                                   | -                                                                          |                                                                            |
| 30-6-1974                                                                  | Gelsenkirchen                                                              | Germania Est                                                               | 0 – 2                                                                      | Paesi Bassi                                                                | Mondiali 1974 - 2º turno                                                   | -                                                                          |                                                                            |
| 3-7-1974                                                                   | Dortmund                                                                   | Brasile                                                                    | 0 – 2                                                                      | Paesi Bassi                                                                | Mondiali 1974 - 2º turno                                                   | -                                                                          |                                                                            |
| 7-7-1974                                                                   | Monaco di Baviera                                                          | Germania Ovest                                                             | 2 – 1                                                                      | Paesi Bassi                                                                | Mondiali 1974 - Finale                                                     | -                                                                          |                                                                            |
| 25-9-1974                                                                  | Helsinki                                                                   | Finlandia                                                                  | 1 – 3                                                                      | Paesi Bassi                                                                | Qual. Euro 1976                                                            | -                                                                          |                                                                            |
| 9-10-1974                                                                  | Rotterdam                                                                  | Paesi Bassi                                                                | 1 – 0                                                                      | Svizzera                                                                   | Amichevole                                                                 | -                                                                          | 47’                                                                        |
| 3-9-1975                                                                   | Nimega                                                                     | Paesi Bassi                                                                | 4 – 1                                                                      | Finlandia                                                                  | Qual. Euro 1976                                                            | -                                                                          |                                                                            |
| 10-9-1975                                                                  | Chorzów                                                                    | Polonia                                                                    | 4 – 1                                                                      | Paesi Bassi                                                                | Qual. Euro 1976                                                            | -                                                                          |                                                                            |
| 15-10-1975                                                                 | Amsterdam                                                                  | Paesi Bassi                                                                | 3 – 0                                                                      | Polonia                                                                    | Qual. Euro 1976                                                            | -                                                                          |                                                                            |
| 22-11-1975                                                                 | Roma                                                                       | Italia                                                                     | 1 – 0                                                                      | Paesi Bassi                                                                | Qual. Euro 1976                                                            | -                                                                          |                                                                            |
| 25-4-1976                                                                  | Rotterdam                                                                  | Paesi Bassi                                                                | 5 – 0                                                                      | Belgio                                                                     | Qual. Euro 1976                                                            | -                                                                          |                                                                            |
| 16-6-1976                                                                  | Zagabria                                                                   | Cecoslovacchia                                                             | 3 – 1 dts                                                                  | Paesi Bassi                                                                | Euro 1976 - Semifinale                                                     | -                                                                          |                                                                            |
| 19-6-1976                                                                  | Zagabria                                                                   | Jugoslavia                                                                 | 2 – 3 dts                                                                  | Paesi Bassi                                                                | Euro 1976 - Finale 3º posto                                                | -                                                                          | 46’                                                                        |
| 8-9-1976                                                                   | Reykjavík                                                                  | Islanda                                                                    | 0 – 1                                                                      | Paesi Bassi                                                                | Qual. Mondiali 1978                                                        | -                                                                          |                                                                            |
| 13-10-1976                                                                 | Rotterdam                                                                  | Paesi Bassi                                                                | 2 – 2                                                                      | Irlanda del Nord                                                           | Qual. Mondiali 1978                                                        | -                                                                          |                                                                            |
| 31-8-1977                                                                  | Nimega                                                                     | Paesi Bassi                                                                | 4 – 1                                                                      | Islanda                                                                    | Qual. Mondiali 1978                                                        | -                                                                          |                                                                            |
| 5-10-1977                                                                  | Rotterdam                                                                  | Paesi Bassi                                                                | 0 – 0                                                                      | Unione Sovietica                                                           | Amichevole                                                                 | -                                                                          | 46’                                                                        |
| 12-10-1977                                                                 | Belfast                                                                    | Irlanda del Nord                                                           | 0 – 1                                                                      | Paesi Bassi                                                                | Qual. Mondiali 1978                                                        | -                                                                          |                                                                            |
| 26-10-1977                                                                 | Amsterdam                                                                  | Paesi Bassi                                                                | 1 – 0                                                                      | Belgio                                                                     | Qual. Mondiali 1978                                                        | -                                                                          | 14’                                                                        |
| 22-2-1978                                                                  | Ramat Gan                                                                  | Israele                                                                    | 1 – 2                                                                      | Paesi Bassi                                                                | Amichevole                                                                 | -                                                                          | 46’                                                                        |
| 5-4-1978                                                                   | Tunisi                                                                     | Tunisia                                                                    | 0 – 4                                                                      | Paesi Bassi                                                                | Amichevole                                                                 | -                                                                          |                                                                            |
| 20-5-1978                                                                  | Vienna                                                                     | Austria                                                                    | 0 – 1                                                                      | Paesi Bassi                                                                | Amichevole                                                                 | -                                                                          |                                                                            |
| 3-6-1978                                                                   | Mendoza                                                                    | Iran                                                                       | 0 – 3                                                                      | Paesi Bassi                                                                | Mondiali 1978 - 1º turno                                                   | -                                                                          |                                                                            |
| 7-6-1978                                                                   | Mendoza                                                                    | Paesi Bassi                                                                | 0 – 0                                                                      | Perù                                                                       | Mondiali 1978 - 1º turno                                                   | -                                                                          |                                                                            |
| 11-6-1978                                                                  | Mendoza                                                                    | Paesi Bassi                                                                | 2 – 3                                                                      | Scozia                                                                     | Mondiali 1978 - 1º turno                                                   | -                                                                          |                                                                            |
| 14-6-1978                                                                  | Córdoba                                                                    | Austria                                                                    | 1 – 5                                                                      | Paesi Bassi                                                                | Mondiali 1978 - 2º turno                                                   | -                                                                          |                                                                            |
| 18-6-1978                                                                  | Córdoba                                                                    | Germania Ovest                                                             | 2 – 2                                                                      | Paesi Bassi                                                                | Mondiali 1978 - 2º turno                                                   | -                                                                          |                                                                            |
| 21-6-1978                                                                  | Buenos Aires                                                               | Italia                                                                     | 1 – 2                                                                      | Paesi Bassi                                                                | Mondiali 1978 - 2º turno                                                   | -                                                                          |                                                                            |
| 25-6-1978                                                                  | Buenos Aires                                                               | Argentina                                                                  | 3 – 1 dts                                                                  | Paesi Bassi                                                                | Mondiali 1978 - Finale                                                     | -                                                                          | 73’                                                                        |
| 20-9-1978                                                                  | Nimega                                                                     | Paesi Bassi                                                                | 3 – 0                                                                      | Islanda                                                                    | Qual. Euro 1980                                                            | -                                                                          |                                                                            |
| 20-12-1978                                                                 | Düsseldorf                                                                 | Germania Ovest                                                             | 3 – 1                                                                      | Paesi Bassi                                                                | Amichevole                                                                 | -                                                                          |                                                                            |
| 24-2-1979                                                                  | Milano                                                                     | Italia                                                                     | 3 – 0                                                                      | Paesi Bassi                                                                | Amichevole                                                                 | -                                                                          | cap.                                                                       |
| 28-3-1979                                                                  | Amsterdam                                                                  | Paesi Bassi                                                                | 3 – 0                                                                      | Svizzera                                                                   | Qual. Euro 1980                                                            | -                                                                          | cap. 34’                                                                   |
| 2-5-1979                                                                   | Chorzów                                                                    | Polonia                                                                    | 2 – 0                                                                      | Paesi Bassi                                                                | Qual. Euro 1980                                                            | -                                                                          |                                                                            |
| 22-5-1979                                                                  | Berna                                                                      | Argentina                                                                  | 0 – 0                                                                      | Paesi Bassi                                                                | Amichevole                                                                 | -                                                                          | 80’                                                                        |
| 17-10-1979                                                                 | Amsterdam                                                                  | Paesi Bassi                                                                | 1 – 1                                                                      | Polonia                                                                    | Qual. Euro 1980                                                            | -                                                                          |                                                                            |
| 23-1-1980                                                                  | Vigo                                                                       | Spagna                                                                     | 1 – 0                                                                      | Paesi Bassi                                                                | Amichevole                                                                 | -                                                                          | 48’                                                                        |
| Totale                                                                     |                                                                            | Presenze                                                                   | 65                                                                         |                                                                            | Reti                                                                       | 1                                                                          |                                                                            |

## Palmarès

### Giocatore

#### Competizioni nazionali
- Campionato olandese: 4

Feyenoord: 1968-1969, 1970-1971, 1973-1974
Ajax: 1981-1982
- Coppa dei Paesi Bassi: 2

Feyenoord: 1968-1969, 1979-1980

#### Competizioni internazionali
- Coppa dei Campioni: 1

Feyenoord: 1969-1970
- Coppa Intercontinentale: 1

Feyenoord: 1970
- Coppa UEFA: 1

Feyenoord: 1973-1974

### Allenatore
- Coppa dei Paesi Bassi: 1

Feyenoord: 1991-1992
- Campionato scozzese: 1

Celtic: 1997-1998
- Coppa di Lega scozzese: 1

Celtic: 1997-1998
- Coppa Yamazaki Nabisco: 1

Urawa Red Diamonds: 2003